# Flesselles
Pour les articles homonymes, voir Flesselles (homonymie).
Flesselles est une commune française située dans le département de la Somme, en région Hauts-de-France. 
Les habitants s'appellent les Flessellois et les Flesselloises.

## Géographie

### Localisation
Flesselles est un village picard de l'Amiénois.
Limitrophe de Villers-Bocage, la localité est située à 10 km au nord-est d'Ailly-sur-Somme, 13 km au nord d'Amiens, 18 km au sud-ouest de Doullens, à 33 km au sud-est d'Abbeville et à 49 km au sud-ouest d'Arras à vol d'oiseau.
Le territoire de la commune est limitrophe de ceux de huit communes.  
Les communes limitrophes sont Wargnies, Bertangles, Havernas, Montonvillers, Naours, Vaux-en-Amiénois, Vignacourt et Villers-Bocage.

### Géologie et relief
Le sol est essentiellement constitué de limon éolien des plateaux, d'une épaisseur allant parfois jusqu'à trois mètres, recouvrant un sous-sol crayeux. Des grès épais sont parfois visibles au sud du territoire. Le plateau communal est animé de quelques ravins, témoins d'anciens ruisseaux asséchés.
À la fin du XIXe siècle, les puits alimentant le village donnent une eau située à une profondeur de 75 à 90 mètres.

### Hydrographie
La commune est située dans le bassin Artois-Picardie. Elle n'est drainée par aucun cours d'eau.

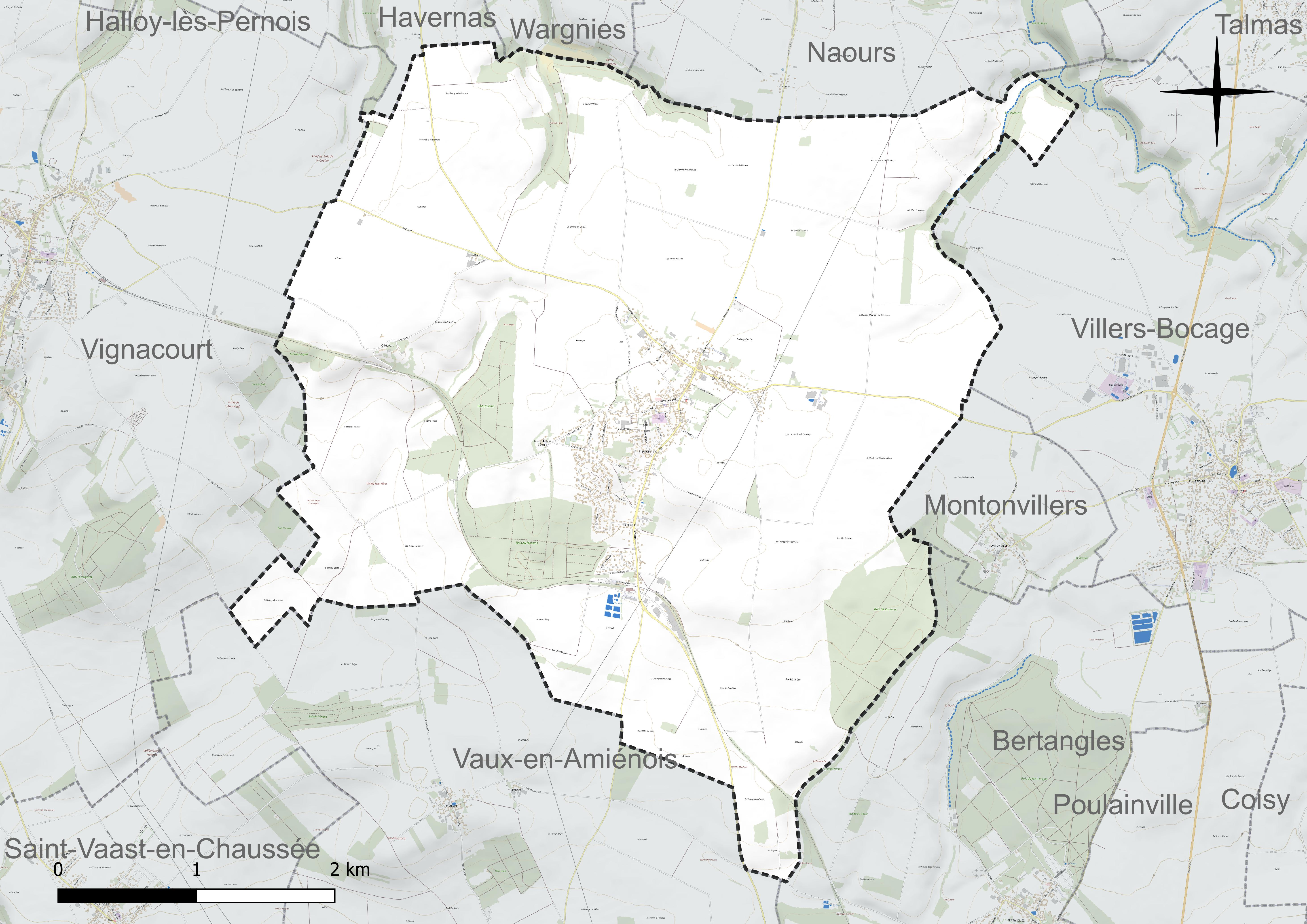
Réseau hydrographique de Flesselles.

### Climat
Pour des articles plus généraux, voir Climat des Hauts-de-France et Climat de la Somme.
En 2010, le climat de la commune est de type climat océanique dégradé des plaines du Centre et du Nord, selon une étude du CNRS s'appuyant sur une série de données couvrant la période 1971-2000. En 2020, Météo-France publie une typologie des climats de la France métropolitaine dans laquelle la commune est exposée à un climat océanique et est dans une zone de transition entre les régions climatiques « Nord-est du bassin Parisien » et « Côtes de la Manche orientale ».
Pour la période 1971-2000, la température annuelle moyenne est de 10,1 °C, avec une amplitude thermique annuelle de 14,3 °C. Le cumul annuel moyen de précipitations est de 811 mm, avec 12,3 jours de précipitations en janvier et 8,8 jours en juillet. Pour la période 1991-2020, la température moyenne annuelle observée sur la station météorologique la plus proche, située sur la commune de Bernaville à 16 km à vol d'oiseau, est de 10,4 °C et le cumul annuel moyen de précipitations est de 877,3 mm,. Pour l'avenir, les paramètres climatiques de la commune estimés pour 2050 selon différents scénarios d'émission de gaz à effet de serre sont consultables sur un site dédié publié par Météo-France en novembre 2022.

## Urbanisme

### Typologie
Au 1er janvier 2024, Flesselles est catégorisée bourg rural, selon la nouvelle grille communale de densité à sept niveaux définie par l'Insee en 2022.
Elle appartient à l'unité urbaine de Flesselles, une unité urbaine monocommunale constituant une ville isolée,. Par ailleurs la commune fait partie de l'aire d'attraction d'Amiens, dont elle est une commune de la couronne,. Cette aire, qui regroupe 369 communes, est catégorisée dans les aires de 200 000 à moins de 700 000 habitants,.

### Occupation des sols
L'occupation des sols de la commune, telle qu'elle ressort de la base de données européenne d'occupation biophysique des sols Corine Land Cover (CLC), est marquée par l'importance des territoires agricoles (83,4 % en 2018), en diminution par rapport à 1990 (84,6 %). La répartition détaillée en 2018 est la suivante : 
terres arables (81,2 %), forêts (11,3 %), zones urbanisées (5,3 %), zones agricoles hétérogènes (1,9 %), prairies (0,3 %). L'évolution de l'occupation des sols de la commune et de ses infrastructures peut être observée sur les différentes représentations cartographiques du territoire : la carte de Cassini (XVIIIe siècle), la carte d'état-major (1820-1866) et les cartes ou photos aériennes de l'IGN pour la période actuelle (1950 à aujourd'hui).

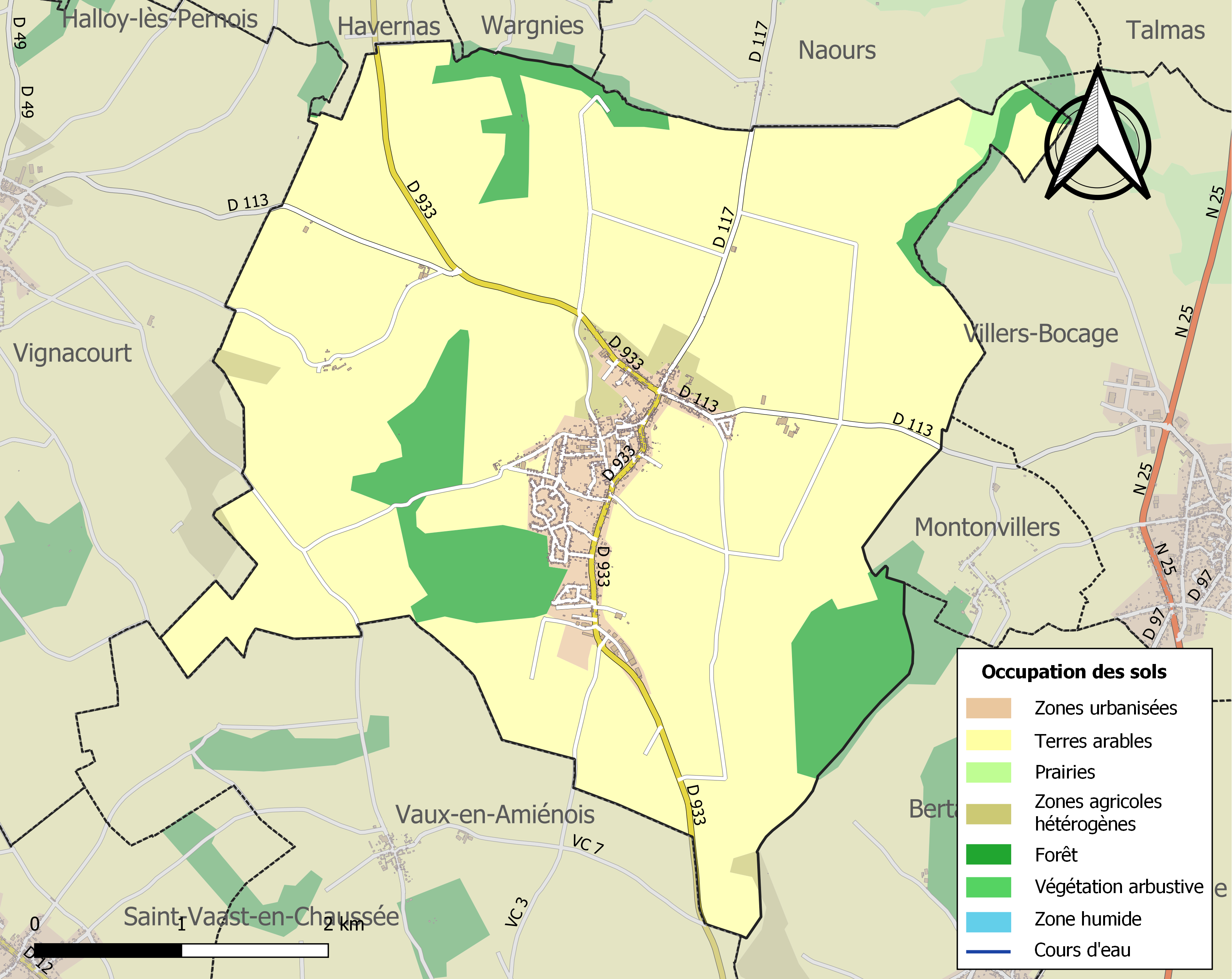
Carte des infrastructures et de l'occupation des sols de la commune en 2018 (CLC).

### Habitat et logement
En 2018, le nombre total de logements dans la commune était de 836, alors qu'il était de 800 en 2013 et de 749 en 2008.
Parmi ces logements, 96,8 % étaient des résidences principales, 0,8 % des résidences secondaires et 2,4 % des logements vacants. Ces logements étaient pour 94,2 % d'entre eux des maisons individuelles et pour 5,8 % des appartements.
Le tableau ci-dessous présente la typologie des logements à Flesselles en 2018 en comparaison avec celle de la Somme et de la France entière. Une caractéristique marquante du parc de logements est ainsi une proportion de résidences secondaires et logements occasionnels (0,8 %)  très inférieure à celle du département (8,3 %) et à celle de la France entière (9,7 %). Concernant le statut d'occupation de ces logements, 77,6 % des habitants de la commune sont propriétaires de leur logement (81,6 % en 2013), contre 60,3 % pour la Somme et 57,5 % pour la France entière.
| Typologie                                               | Flesselles | Somme | France entière |
| ------------------------------------------------------- | ---------- | ----- | -------------- |
| Résidences principales (en %)                           | 96,8       | 83,3  | 82,1           |
| Résidences secondaires et logements occasionnels (en %) | 0,8        | 8,3   | 9,7            |
| Logements vacants (en %)                                | 2,4        | 8,4   | 8,2            |

### Voies de communication et transports
Flesselles est desservie par la route départementale RD 933 Amiens - Auxi-le-Château
En 2019, la localité est desservie par la ligne d'autocars no 756 (Havernas - Flesselles - Amiens) du réseau Trans'80, Hauts-de-France, chaque jour de la semaine sauf le dimanche et les jours fériés.
La section Doullens-Flesselles, longue de 45 km, de l'ancienne voie ferrée Amiens-Arras est fermée au trafic voyageurs depuis 1938 et a été fermée au trafic de fret au début des années 2000.
En 2018, un projet de reconversion en chemin de randonnée, véloroute et/ou voie verte est lancé, afin de  compléter le maillage de véloroutes et voies vertes en place autour du Doullennais (entre baie de Somme et Péronne ; Abbeville et Bernâtre ; Arras et Corbie ; Le Touquet et Arras ; et l'Eurovéloroute France-Ukraine, en lien avec la Communauté de communes Nièvre et Somme, au profit d'un tourisme vert.
La SNCF a accepté de rétrocéder la voie à l'intercommunalité mais cinq des quatorze ponts ferroviaires sont à adapter à cette nouvelle fonction.

## Toponymie
Le nom du village a connu de nombreuses variations au cours des siècles, entre autres :
- Flascerii est cité en 1120 par Enguerrand, évêque d'Amiens ;
- Flaissières en 1133 dans un cartulaire des hospices ;
- Fleschères en 1535 dans les coutumes du chapitre[17]...

Pour certains le nom du village viendrait d'un lieu où poussaient les fougères. Pour d'autres, la demeure de colons entourée de haies formant des enclos avec des liens tressés serait plutôt l'explication étymologique, issue du latin flexum.

## Histoire

### Préhistoire
Au sud du village des pierres taillées et polies ont été découvertes.

### Antiquité
Des fondations, des débris de tuiles et des fragments de poteries ont été datés de l'époque gallo-romaine.

### Moyen Âge
L'abbaye Saint-Jean-des-Prémontrés d'Amiens a possédé plusieurs fiefs à Flesselles, aux hameaux d'Olincourt et Savières.

### Temps modernes
Lors de la guerre de Trente Ans, les Espagnols mènent des incursions en 1635 et 1636.
En 1709, la ferme de Renonval est mise à sac par les troupes de Marlborough lors de la guerre de Succession d'Espagne.
À la fin du XIXe siècle, un quart de la population s'adonne au tissage du coton. Deux moulins à vent sont encore en activité.
La commune a été desservie par la gare de Flesselles sur la ligne de Saint-Roch à Frévent.
La commune est libérée le 1er septembre 1944. Deux soldats alliés perdent la vie. Un monument leur est dédié.

## Politique et administration

### Rattachements administratifs et électoraux
Rattachements administratifs
La commune se trouve dans l'arrondissement d'Amiens du département de la Somme.
Elle faisait partie depuis 1793 du canton de Villers-Bocage. Dans le cadre du redécoupage cantonal de 2014 en France, cette circonscription administrative territoriale a disparu, et le canton n'est plus qu'une circonscription électorale.
Rattachements électoraux
Pour les élections départementales, la commune fait partie depuis 2014 du canton de Flixecourt
Pour l'élection des députés, elle fait partie de la quatrième circonscription de la Somme.

### Intercommunalité
Flesselles était membre de la communauté de communes Bocage Hallue, un établissement public de coopération intercommunale (EPCI) à fiscalité propre créé  fin 1999 et auquel la commune avait transféré un certain nombre de ses compétences, dans les conditions déterminées par le code général des collectivités territoriales.
Dans le cadre des dispositions de la loi portant nouvelle organisation territoriale de la République du 7 août 2015, qui prévoit que les établissements publics de coopération intercommunale (EPCI) à fiscalité propre doivent avoir un minimum de 15 000 habitants, cette intercommunalité a fusionné avec ses voisines pour former, le 1er janvier 2017, la communauté de communes du Territoire Nord Picardie dont est désormais membre la commune.

### Liste des maires
| Période                                  | Période                   | Identité                         | Étiquette | Qualité                                                                                             |
| ---------------------------------------- | ------------------------- | -------------------------------- | --------- | --------------------------------------------------------------------------------------------------- |
| 5 mars 1793                              | 1795                      | Antoine Nicolas Braudicourt      |           | Membre du conseil général                                                                           |
| 1796                                     | 1797                      | Jean-Baptiste Bocquillon         |           | Agent municipal                                                                                     |
| 1798                                     | 1799                      | Jean Louis Cavillon              |           | Agent municipal                                                                                     |
| 1799                                     | 1800                      | Jean-François Candillon          |           | Agent municipal                                                                                     |
| 1800                                     | 1805                      | Jean Timothée Delasalle          |           | |
| 1806                                     | août 1809                 | Claude Louis Joseph de Sailleval |           | Vicomte de Sailleval Chevalier de Saint-Louis Mort en fonction                                      |
| 1809                                     | 1831                      | Antoine Nicolas Braudicourt      |           | Adjoint municipal                                                                                   |
| 1831                                     | 1834                      | Jean-Baptiste Calais             |           | |
| 1834                                     | 1840                      | Jean-Louis Constant Cavillon     |           | Propriétaire cultivateur                                                                            |
| 12 décembre 1840                         | 29 décembre 1840          | Jean Louis Isidore Bataille      |           | |
| 29 décembre 1840                         | 1843                      | Jean-Baptiste Lecointe           |           | Maire provisoire                                                                                    |
| 1844                                     | janvier 1885 (décès)      | Jean-Louis Constant Cavillon     |           | Propriétaire cultivateur Conseiller d'arrondissement (1862 → 1870) Chevalier de la Légion d'honneur |
| 1885                                     | 1893                      | Charles Félix Thibaut            |           | Chevalier du Mérite agricole                                                                        |
| Les données manquantes sont à compléter. |                           |                                  |           | |
| 1945                                     | 1962                      | Marcel Bouthors                  |           | |
| 1962                                     | mars 1971                 | Maurice Fossé                    |           | |
| mars 1971                                | juin 1995                 | Gérard Lesot                     |           | Agriculteur Officier du Mérite agricole                                                             |
| juin 1995                                | septembre 2022            | Bernard Binoist                  | PS        | Professeur agrégé d'histoire au lycée Robert-de-Luzarches Mort en fonction                          |
| octobre 2022                             | En cours (au 3 mars 2023) | Jocelyn Louette                  |           | Cadre retraité                                                                                      |

### Jumelages
Flesselles est jumelée avec la commune de :
- Khum Han Chey (Cambodge)[20] - située à 10 000 kilomètres.

Flesselles est jumelée avec le village de Khum Han Chey au Cambodge, depuis 2008. Ce jumelage a pour but de soutenir l'école de ce village et pour des échanges culturels.

## Équipements et services publics

### Enseignement
L'école primaire de Flesselles est école partenaire du projet Comenius depuis octobre 2011. La Grund und Mittelschule à Altomünster (Bavière) et la Primary School à Crook (Angleterre) sont déclarées comme partenaires d'école. Le sujet Healthy Active Citizens Across Europe est choisi comme programme[réf. nécessaire].

### Petite enfance
En 2019 ouvre la micro-crèche privée Aux Pays des Ptits Bout'chous, installée dans les locaux de l'ancien logement de fonction de l'instituteur de l'école communale, d'une capacité de dix berceaux.

### Culture
La commune accueille une bibliothèque du réseau des bibliothèques du Territoire Nord Picardie.

## Population et société

### Démographie
L'évolution du nombre d'habitants est connue à travers les recensements de la population effectués dans la commune depuis 1793. Pour les communes de moins de 10 000 habitants, une enquête de recensement portant sur toute la population est réalisée tous les cinq ans, les populations de référence des années intermédiaires étant quant à elles estimées par interpolation ou extrapolation. Pour la commune, le premier recensement exhaustif entrant dans le cadre du nouveau dispositif a été réalisé en 2007.

En 2022, la commune comptait 1 956 habitants, en évolution de −6,1 % par rapport à 2016 (Somme : −1,26 %, France hors Mayotte : +2,11 %).
| 1793  | 1800  | 1806  | 1821  | 1831  | 1836  | 1841  | 1846  | 1851  |
| ----- | ----- | ----- | ----- | ----- | ----- | ----- | ----- | ----- |
| 1 378 | 1 467 | 1 610 | 1 615 | 1 718 | 1 709 | 1 693 | 1 751 | 1 762 |

| 1856  | 1861  | 1866  | 1872  | 1876  | 1881  | 1886  | 1891  | 1896  |
| ----- | ----- | ----- | ----- | ----- | ----- | ----- | ----- | ----- |
| 1 731 | 1 661 | 1 609 | 1 434 | 1 390 | 1 292 | 1 158 | 1 110 | 1 055 |

| 1901 | 1906 | 1911 | 1921 | 1926 | 1931 | 1936 | 1946 | 1954 |
| ---- | ---- | ---- | ---- | ---- | ---- | ---- | ---- | ---- |
| 982  | 947  | 865  | 826  | 778  | 720  | 712  | 697  | 656  |

| 1962 | 1968 | 1975 | 1982  | 1990  | 1999  | 2006  | 2007  | 2012  |
| ---- | ---- | ---- | ----- | ----- | ----- | ----- | ----- | ----- |
| 653  | 730  | 898  | 1 361 | 2 103 | 2 143 | 2 021 | 2 004 | 2 041 |

| 2017  | 2022  | - | - | - | - | - | - | - |
| ----- | ----- | - | - | - | - | - | - | - |
| 2 063 | 1 956 | - | - | - | - | - | - | - |

### Manifestations culturelles et festivités
Le marché du foie gras de Flesselles se tient depuis 1994. Il a lieu le dernier week-end de novembre au château de Flesselles

### Sports et loisirs
Flesselles dispose de plusieurs infrastructures sportives au sein de la ville : un gymnase, un club de football mais également un club de rugby, le  Rugby Olympique Flesselles  (ROF) créé en 2002 qui évolue en 2016 au sein du Comité des Flandres dans le championnat de 1re série.

## Économie
La commune s'est dotée en 2018 d'un marché, labellisé « Terroirs des Hauts-de-France », qui a lieu les mercredi de 15 à 19 heures, pour lequel elle a fait construire une halle.  Elle accueille également un supermarché exploité depuis 2020 sous l'enseigne du discounter Netto.

## Culture locale et patrimoine

### Lieux et monuments
- Château, des XVIIe et XVIIIe siècles, au pied de la tour (jadis, le château était entouré de sept tours). C'est le seul vestige de l'ancienne forteresse du XIVe siècle[34].

- Église Saint-Eustache[35], dont la construction a été terminée en 1871, est de style néo-gothique. Son architecte fut Victor Delefortrie. L'édifice est orienté est-ouest, sans transept. Il comprend une nef et deux bas-côtés, un clocher-porche formant narthex en façade, longueur de la nef : 48 mètres, hauteur maximale de la voûte :  17 mètres, hauteur de la tour : 27 mètres, hauteur de la flèche : 18 mètres[36].

- Chapelle funéraire dans le cimetière : la famille de Chevigney en a fait don à la municipalité. Une restauration a été effectuée en 2000[37].

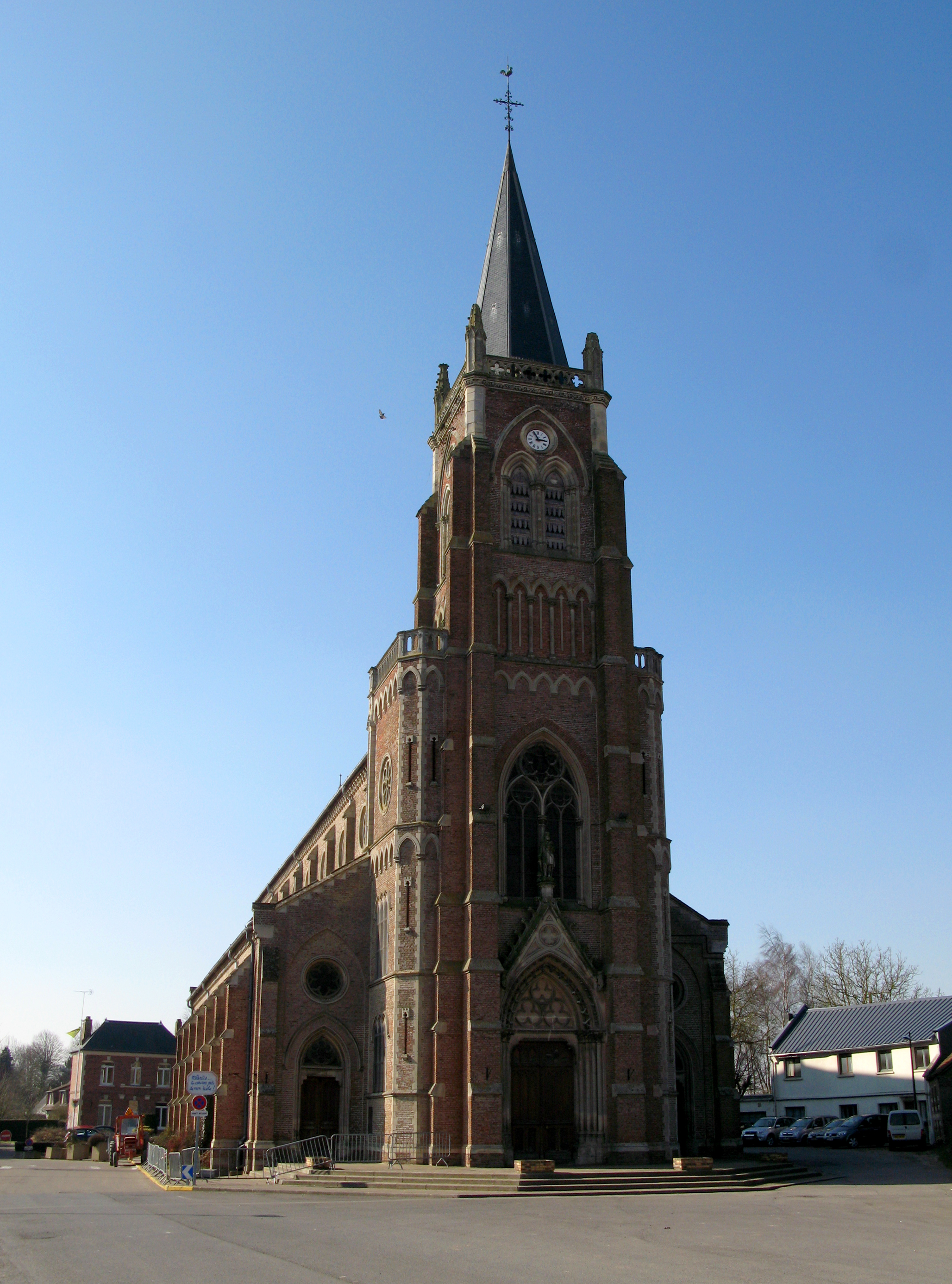
L'église en 2010.
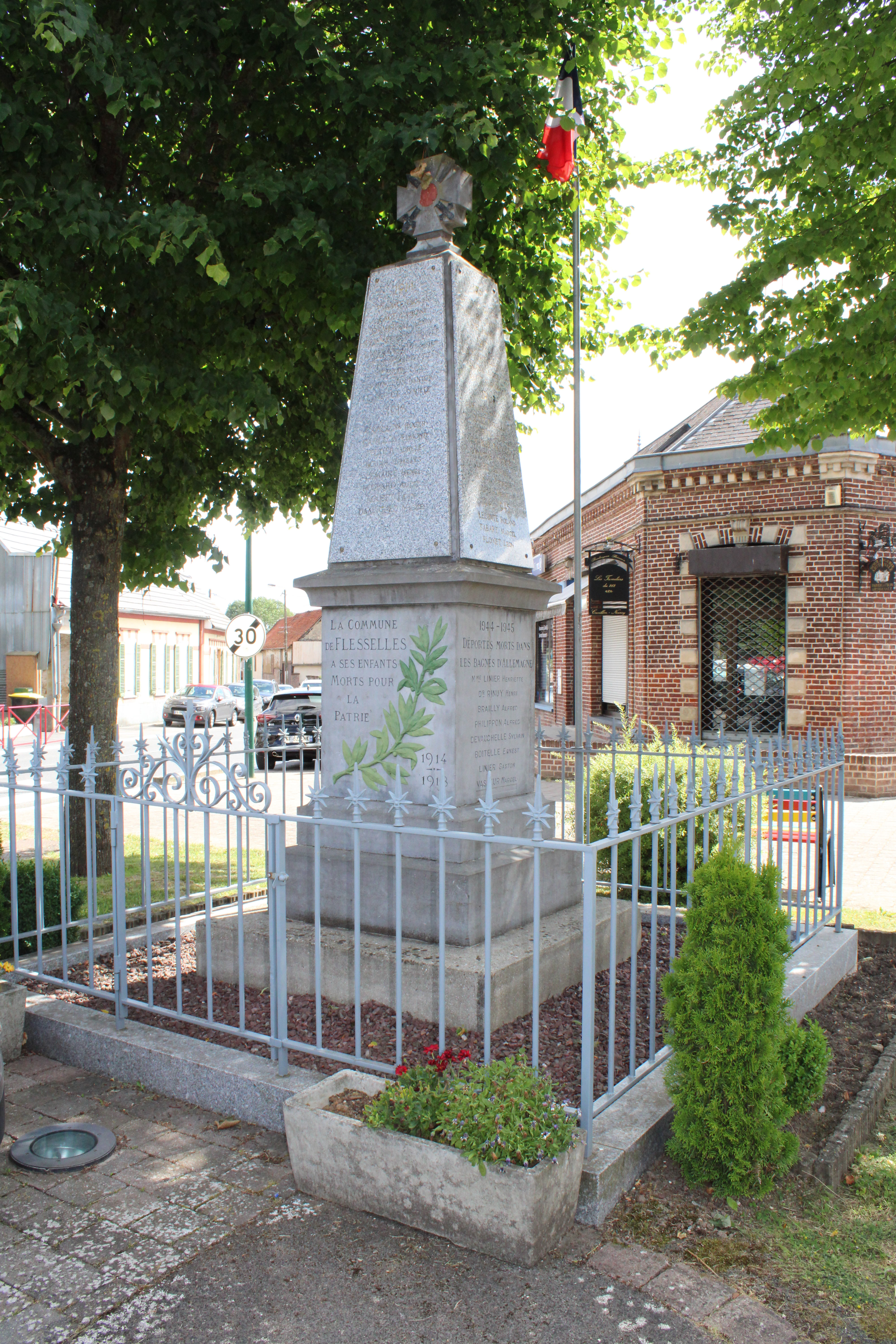
Le monument aux morts.
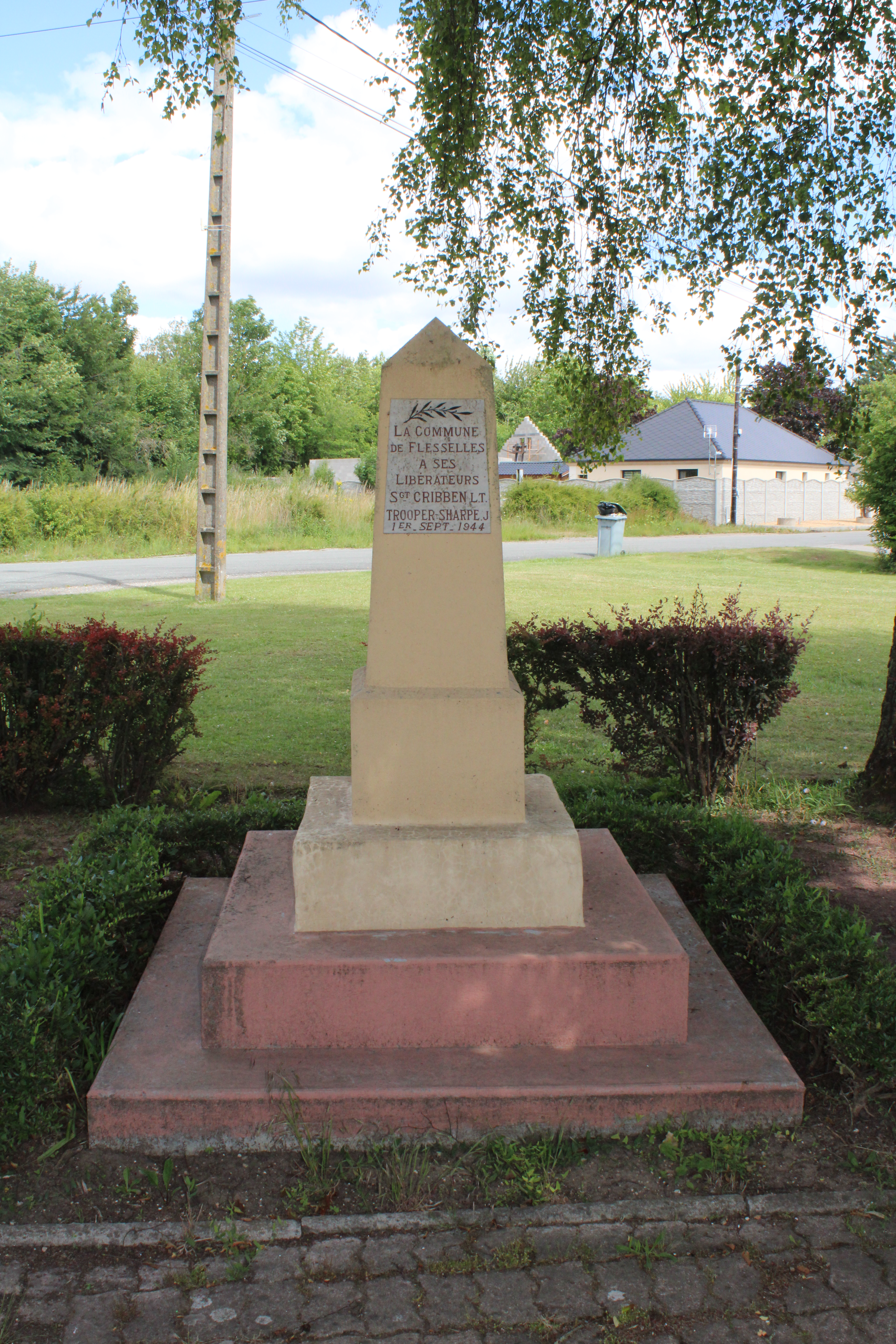
Monument en mémoire du 1er septembre 1944.

### Héraldique
| Blason de Flesselles | Blason  | D’argent au lion d’azur, la tête courbée en avant ; au chef de gueules chargé de trois besants d’or. Ornements extérieursCouronne murale : trois tours Décorations : Croix de guerre 1939-1945. |
| Blason de Flesselles | Détails | La commune s'est inspiré du blason des Marquis de Brégy, seigneurs du lieu, mais a décidé d'inverser tous les émaux. La Commission décide d'élargir un peu le chef et de cambrer le lion, afin qu'il «prenne moins de place en hauteur»,. Adopté en 1987. Auteur(s)Municipalité, Commission nationale d'Héraldique |

### Personnalités liées à la commune
- La famille de Flesselles, ancienne famille de la noblesse française, en est originaire. Ses armoiries sont d'ailleurs devenues celle de la ville.
  - Jacques de Flesselles, né à Paris en 1721 et abattu puis décapité à Paris le 14 juillet 1789, dernier prévôt des marchands de Paris.
- Max Lejeune (1909-1995), homme politique né dans la commune.

### Flesselles dans les sciences
Le nom  de Flesselles a été donné à une montgolfière présentée au public lyonnais le 19 janvier 1794[réf. nécessaire].